# Kellerschlössl Dürnstein
Das Kellerschlössl Dürnstein ist ein denkmalgeschütztes Schloss  in der Gemeinde Dürnstein im Bezirk Krems-Land in Niederösterreich.

## Geschichte
Seit 1693 besaßen die Dürnsteiner Chorherren Weinkeller vor den Toren der Stadt. Probst Hieronymus Übelbacher ließ bis 1719 über einem der Kellerausgänge das barocke Kellerschlössl erbauen. Es wurde vom Tiroler Maurermeister Gabriel Oedl nach Vorentwürfen von Jakob Prandtauer errichtet. Der kleine Bau war nicht zum ständigen Wohnen bestimmt. Er diente in erster Linie der Repräsentation und der Geselligkeit.
1788 wurde das Chorherrenstift säkularisiert. Zwei Jahre später erwarben die Fürsten Starhemberg die Weingüter des Stiftes mit dem Kellerschlössl. Ernst Rüdiger Starhemberg verkaufte die Domäne 1938 an die neu gegründete Winzergenossenschaft "Wachau" (heute Domäne Wachau), der sie noch immer gehört.

## Beschreibung

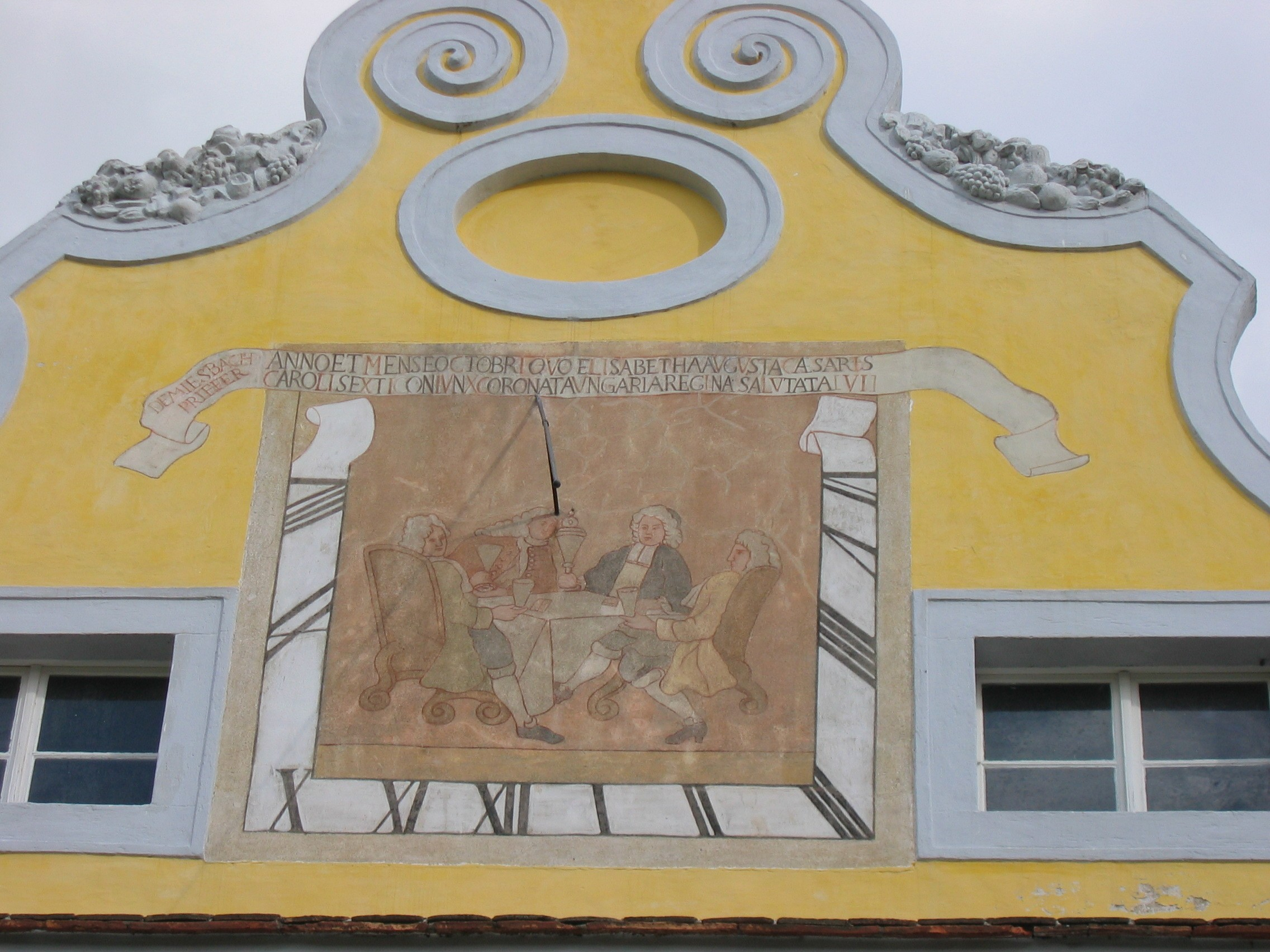

Das kleine barocke Lustschloss liegt südöstlich von Dürnstein inmitten der Weinberge über den tiefen gewölbten Kellerräumen. Es ist ein zweigeschoßiger Bau mit einem kreuzförmigen Grundriss. Im Giebel befindet sich eine Sonnenuhr, deren Wandmalerei eine Kartenpartie zeigt. Bei den abgebildeten Personen handelt es sich vermutlich um den Bauauftraggeber, den Architekten, den Maler und den Herrschaftsbesitzer. Im Westen ist eine Terrasse angebaut, deren Balustrade im ersten Viertel des 18. Jahrhunderts mit Putten geschmückt wurde.
Die Erdgeschoßräume sind kreuzgrat- sowie stichkappentonnengewölbt. Die künstlerische Ausgestaltung des Gebäudes ist eine Verherrlichung des Wachauer Weines und des Weinbaues. Im quadratischen Mittelsaal des Hauptgeschoßes wird Bacchus gehuldigt. 
Das östliche Kabinett zeigt im Fresko an den Breitseiten die vier Elemente, an den Schmalseiten Löwe und Adler, die Wappentiere Übelbachers. Im westlichen Nebenraum erkennt man am Rande eines Puttenhimmels die vier Jahreszeiten, in die auch Jagdmotive eingeflochten sind. Das Schlössl beherbergt eine reiche Sammlung barocker Stiche. 

## Sonstiges
Der Bundeskanzler Leopold Figl soll einen Schlüssel zum Weinschlössl und dem darunter befindlichen Weinkeller der 
Winzergenossenschaft Wachau gehabt haben und diesem im Zuge der Staatsvertragsverhandlungen auch häufig genutzt haben.

## Literatur

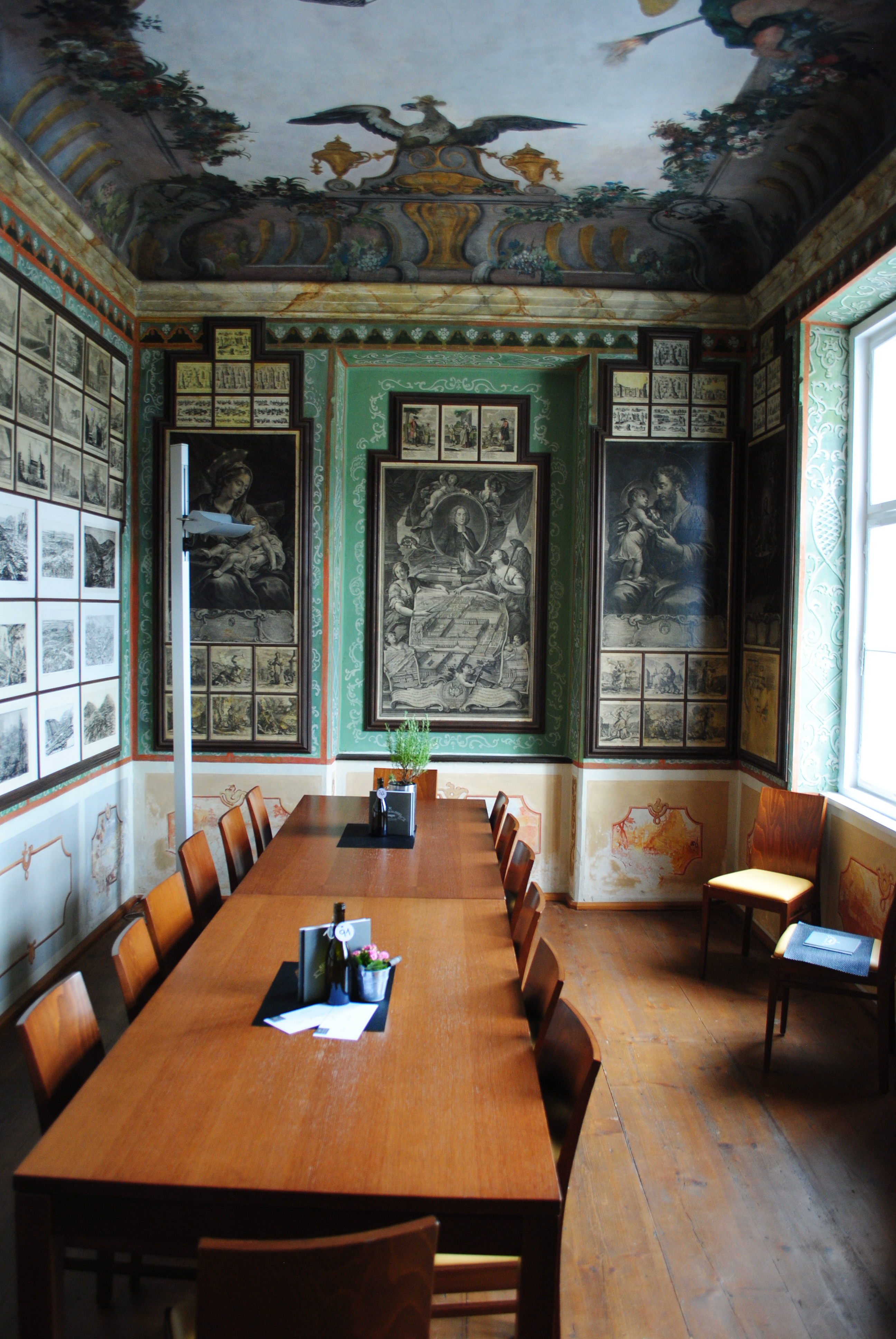
Ostflügel